# Idö, Norrtälje kommun

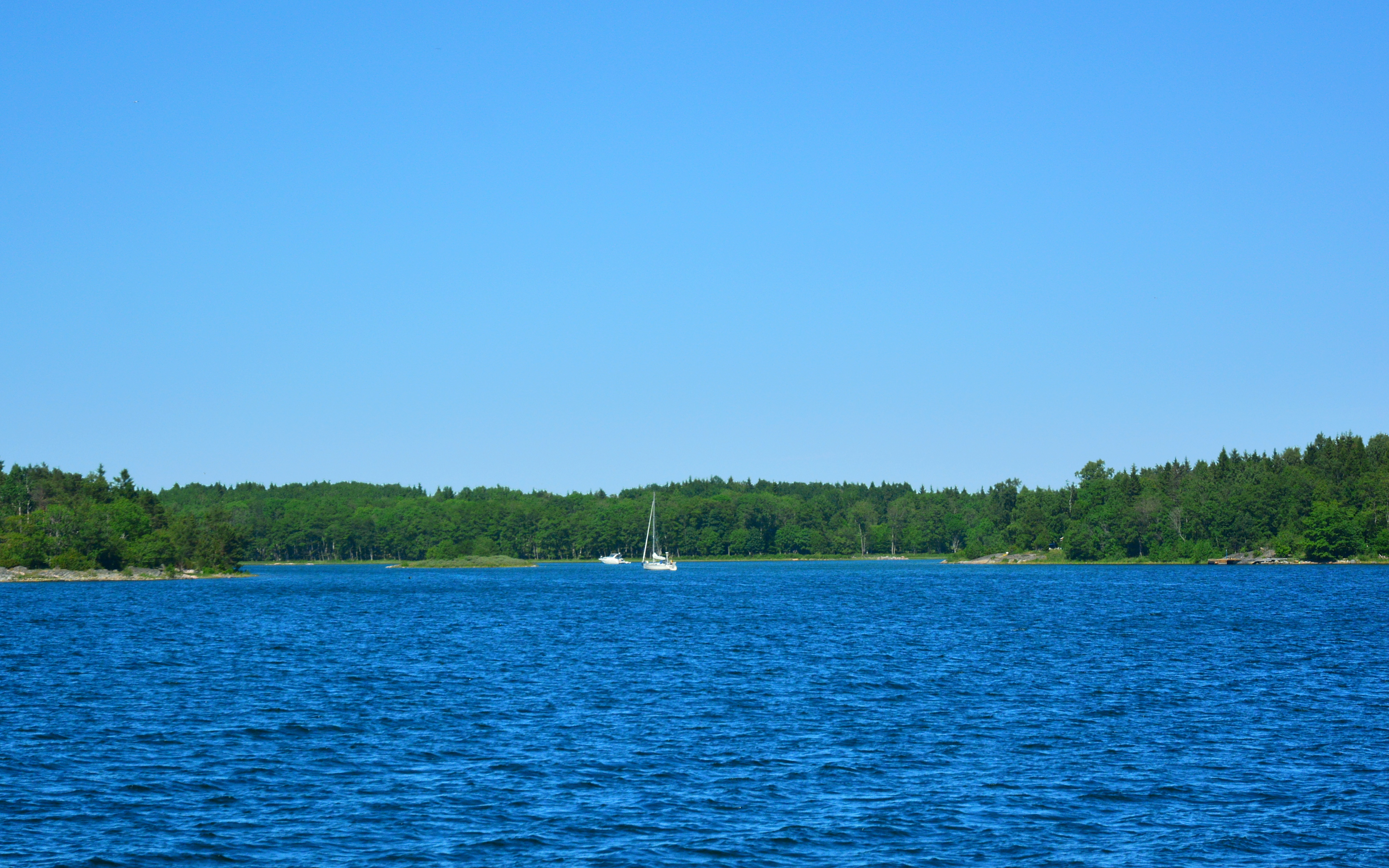
Idöfladen är en populär naturhamn på Idös västsida.

Idö är en ö i Norrtälje kommun som ligger 2 sjömil söder om Arholma.

## Historia
Idö har medeltida rötter och har haft sitt namn i minst 640 år enligt dokument som finns bevarade i Riksarkivet. År 1355 ärvde Inga Gregersdotter ön efter sin far, Gregers Johansson vilken tillhörde Malstaätten. Gregers Johansson tillhörde också högfrälset och den innersta kretsen kring Sveriges kung vid denna tid, Magnus Eriksson. Inga Gregersotter var för övrigt gift med riddaren Guttorm Turesson. År 1376 ärvde deras dotter, Katarina Guttormsdotter, ön Idö och hon var gift med riddaren Knut Halstenson. 
Ön Idö har sedan minst 1355 varit frälse och klassas också som gammalt frälse. Vilka som ägt Idö efter Katarina Guttormsdotter är oklart då flera medeltida brev förstörts bland annat vid slottsbranden 1697 och vid branden vid Salsta slott då delar av Oxenstiernas arkiv förstördes. Det är dock känt att Gabriel Kristiernsson Oxenstierna ägde Idö från 1562 fram till sin död 1585 då hans hustru Beata ärvde ön. På Idö fanns då en sätesgård. Vid Beatas död 1591 avyttrades Idö.
I början av 1600-talet finns en landbo vid namn Jöns Olofsson som brukade jorden på Idö. På 1620-talet tog hans son Erik Jönsson över landboskapet. Från år 1627 finns detaljerade uppgifter på hur många djur och hur många personer som bodde på Idö, mycket tack vare boskaps- och mantalslängderna. År 1633 ägde Resare-Bengt (Oxenstierna), gift med Margareta Brahe, såväl Idö som Lidö. År 1664 såldes Lidö inklusive Idö till Anders Torstensson på Penningby.
År 1697 gjorde lantmätare Månsson den första detaljerade kartan över Idö och där beskrivs i Notarium Explicato Idös marker. Idö beboddes då av två bönder som har var sin gård. Innan 1719 fanns fortfarande två bönder på Idö och dessa bönder byggde efter rysshärjningarna upp nya gårdar. Från cirka år 1745 hade Idö fyra gårdar och fyra bönder. Vid laga skiftet 1896 indelades ön Idö i olika områden och fem personer blev därefter ägare till öns marker. Tre av dessa tillträdde dock aldrig sina ägor vilka försåldes på nytt. I början av 1900-talet fanns bara två ägare, sjökapten Sandberg och hemmansägare Isak Mickelsson. 
I början av 1970-talet gick staten in och löste ut den ägare som ägde huvuddelen av Idö och denna del blev därefter naturreservat där Skärgårdsstiftelsen utses till förvaltare. År 1988 avyttrades den återstående privata delen av Idö till Skärgårdsstiftelsen som därefter förvaltar hela Idö.

## Natur
Hela Idö är sedan 2015 enligt beslut av Länsstyrelsen ett naturreservat som Skärgårdsstiftelsen i Stockholms län förvaltar. På Idö växer på ett flertal fridlysta orkidéer som Adam och Eva, Sankt Pers nycklar och Johannesnycklar. På Idö finns cirka 100 idegranar varav några enstaka är träd med en omkrets på över 20 cm. På den södra delen av Idö finns ett bestånd av dvärgblåsbräken vilket bara finns på ett tiotal platser i Sverige. Även djur- och fågellivet är rikt med enstaka älgar, räv, grävling, rådjur, havsörn och fiskgjuse samt vissa år även vildsvin och ibland lodjur. Utöver det finns sedan flera år tillbaka ett tranpar som regelbundet häckar på Idö.